# Liste der Bodendenkmäler in Opfenbach
Auf dieser Seite sind die Bodendenkmäler in der schwäbischen Gemeinde Opfenbach zusammengestellt. Diese Tabelle ist eine Teilliste der Liste der Bodendenkmäler in Bayern. Grundlage ist die Bayerische Denkmalliste, die auf Basis des Bayerischen Denkmalschutzgesetzes vom 1. Oktober 1973 erstmals erstellt wurde und seither durch das Bayerische Landesamt für Denkmalpflege geführt wird. Die folgenden Angaben ersetzen nicht die rechtsverbindliche Auskunft der Denkmalschutzbehörde.

## Bodendenkmäler in Opfenbach
| Lage | Objekt | Akten-Nr.     | Bild                                                          |
| --- | --- | ------------- | ------------------------------------------------------------- |
| Gemeindegebiet; von Gemeindegrenze in Biesenberg über Opfenbach bis Gemeindegrenze an der Ruhlandsmühle (Standort) | Römerstraße Kempten–Bregenz→Straße der römischen Kaiserzeit                                                                          | D-7-8325-0001 | Ortsdurchfahrt Opfenbach = historische Trasse der Römerstraße |
| Mellatz Lourdeskapelle (Standort)                                                                                  | Burgus Mellatz→Burgus der römischen Kaiserzeit Kapelle steht auf den Fundamenten eines römischen Wachturms im Mittelpunkt des Burgus | D-7-8325-0002 | weitere Bilder                                                |
| Heimen „In der Leite“ (Standort)                                                                                   | Burgstall Heimen→Mittelalterlicher Burgstall                                                                                         | D-7-8325-0003 |                                                               |
| Heimen Waldflur „Tannenfels“ (Standort)                                                                            | Burgstall Tannenfels→Mittelalterlicher Burgstall                                                                                     | D-7-8325-0004 |                                                               |
| Opfenbach Kirchplatz (Standort)                                                                                    | Mittelalterliche und frühneuzeitliche Befunde im Bereich der Kath. Pfarrkirche                                                       | D-7-8325-0005 | Pfarrkirche St. Nikolaus in Opfenbach                         |